# Під Сільвер Лейк
«Під Сільвер Лейк» (англ. Under the Silver Lake) — американський драмедійний фільм 2018 року, поставлений режисером Девідом Робертом Мітчеллом з Ендрю Гарфілдом і Райлі Кіо у головних ролях. Світова прем'єра стрічки відбулася 15 травня 2018 року на 71-му Каннському міжнародному кінофестивалі, де вона брала участь в основній конкурсній програмі. Прем'єра в Україні — 6 грудня 2018 року.

## Сюжет
У центрі сюжету — хлопець на ім'я Сем, який розслідує дивні обставини вбивства мільярдера, які, як він вважає, пов'язані зі зникненням його нової сусідки.

## У ролях
| • Ендрю Гарфілд     | … | Сем                     |
| • Райлі Кіо         | … | Сара, нова сусідка Сема |
| • Тофер Грейс       | … | Бар Бадді, друг Сема    |
| • Каллі Ернандес    | … | Міллісент Севенс        |
| • Джеремі Бобб      | … | автор пісень            |
| • Джиммі Сімпсон    | … | Аллен                   |
| • Рікі Ліндгоум     | … | акторка                 |
| • Зося Мемет        | … | Трой                    |
| • Патрік Фішлер     | … | фанат коміксів          |
| • Грейс Ван Паттен  | … | дівчина з кульками      |
| • Silversun Pickups | … | гурт                    |
| • Сідні Свіні       | … | зірка                   |

## Знімальна група
- Автор сценарію — Девід Роберт Мітчелл
- Режисер-постановник — Девід Роберт Мітчелл
- Продюсери — Кріс Бендер, Майкл Де Лука, Адель Романські, Джейк Вейнер
- Виконавчі продюсери — Майкл Бессік, Люк Деніелс, Джейсон Дреєр, Джефф Джеффрей та ін.
- Асоційований продюсер — Девід Баггелаар
- Співпродюсери — Руфус Паркер, Кунал Раджан
- Оператор — Майк Гіулакіс
- Композитор — Річ Вріленд
- Монтаж — Хуліо Перез IV
- Художник-постановник — Майкл Перрі
- Художник з костюмів — Керолайн Еселін
- Художник-декоратор — Мелоді Лавінья
- Артдиректор — Стівен Лайт-Орр, Джеймс Террі Велден

## Виробництво
У травні 2016 року до акторського складу фільму приєдналися Ендрю Гарфілд та Дакота Джонсон. Майкл Де Лука, Адель Романські. Джек Вейнер і Кріс Бендер були оголошені продюсерами стрічки. У жовтні 2016 року до касту фільму приєдналася Тофер Грейс і Райлі Кіо, якою замінили Джонсон. У листопаді 2016 року до акторського складу приєдналися Зося Мемет, Джиммі Сімпсон, Патрік Фішлер, Люк Бейнс, Каллі Ернандес, Рікі Ліндгоум і Дон Макманус. Disasterpeace, що написав музичний супровід до попереднього фільму Мітчелла, «Воно», був призначений композитором.

### Знімальний процес
Зйомки фільму почалися 31 жовтня 2016 року в Лос-Анджелесі.

## Нагороди та номінації
| Список нагород та номінацій | Список нагород та номінацій | Список нагород та номінацій | Список нагород та номінацій | Список нагород та номінацій | Список нагород та номінацій |
| Кінофестиваль/Кінопремія    | Рік                         | Категорія                   | Номінант(и)                 | Результат                   | Дж                          |
| --------------------------- | --------------------------- | --------------------------- | --------------------------- | --------------------------- | --------------------------- |
| Каннський кінофестиваль     | травень 2018                | Золота пальмова гілка       | Під Сільвер-Лейк            | Номінація                   | [ 1 ]                       |
| Кінофестиваль у Сіджасі     | 2018                        | Гран-прі за найкращий фільм | Під Сільвер-Лейк            | Номінація                   |                             |
| Кінофестиваль у Сіджасі     | 2018                        | Спеціальна згадка           | Під Сільвер-Лейк            | Перемога                    |                             |